# Chrastice (Skryje)
Chrastice (německy Chrastitz) je malá vesnice, část obce Skryje v okrese Havlíčkův Brod v Kraji Vysočina. Nachází se asi 1 km na západ od Skryjí. V roce 2009 zde bylo evidováno 9 adres. V roce 2001 zde trvale žilo 12 obyvatel. Protéká tudy potok Výrovka, který je levostranným přítokem říčky Hostačovky.
Chrastice leží v katastrálním území Skryje u Golčova Jeníkova o výměře 4,16 km2.

## Fotogalerie

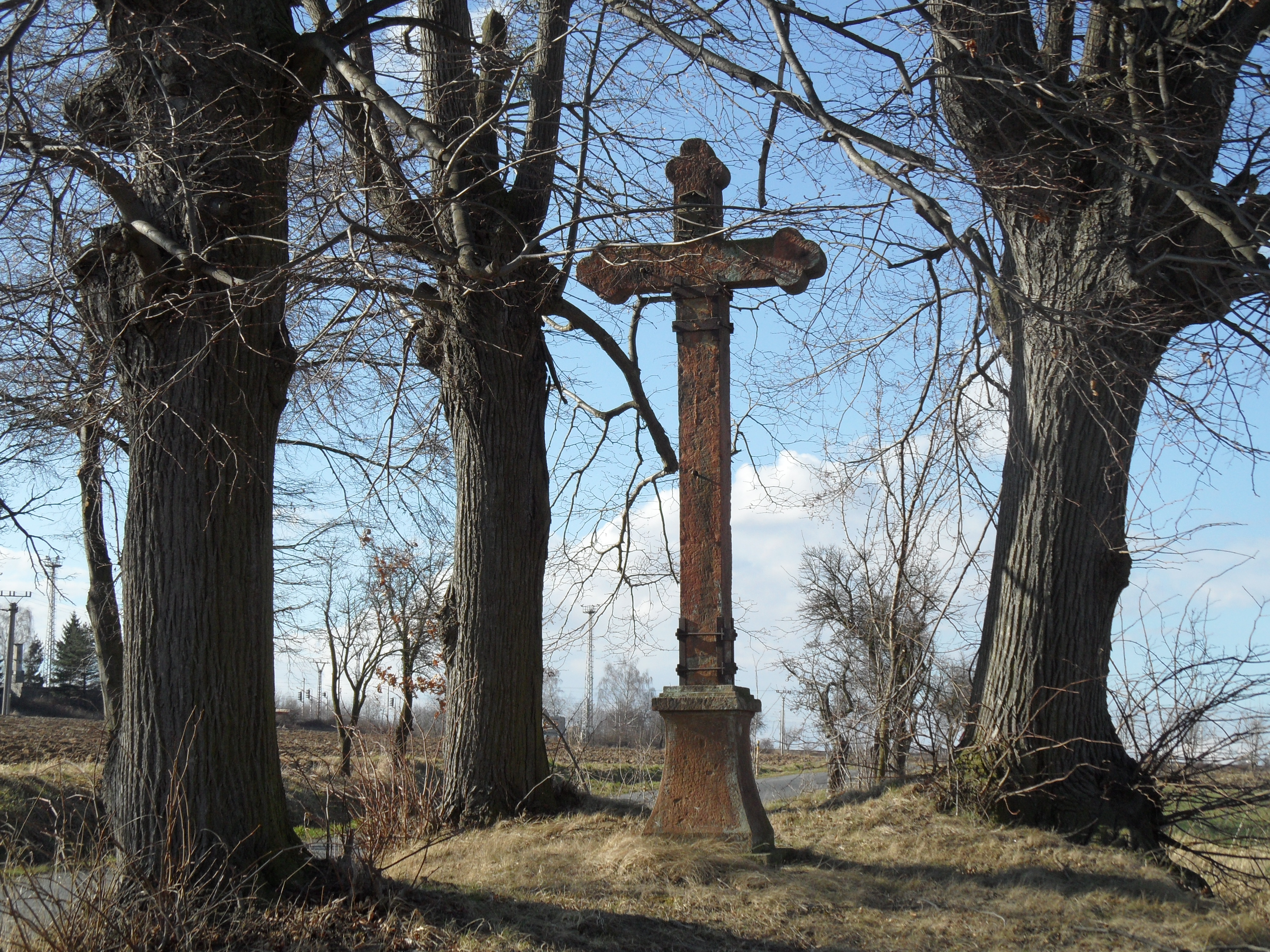
Křížek u křižovatky před vesnicí
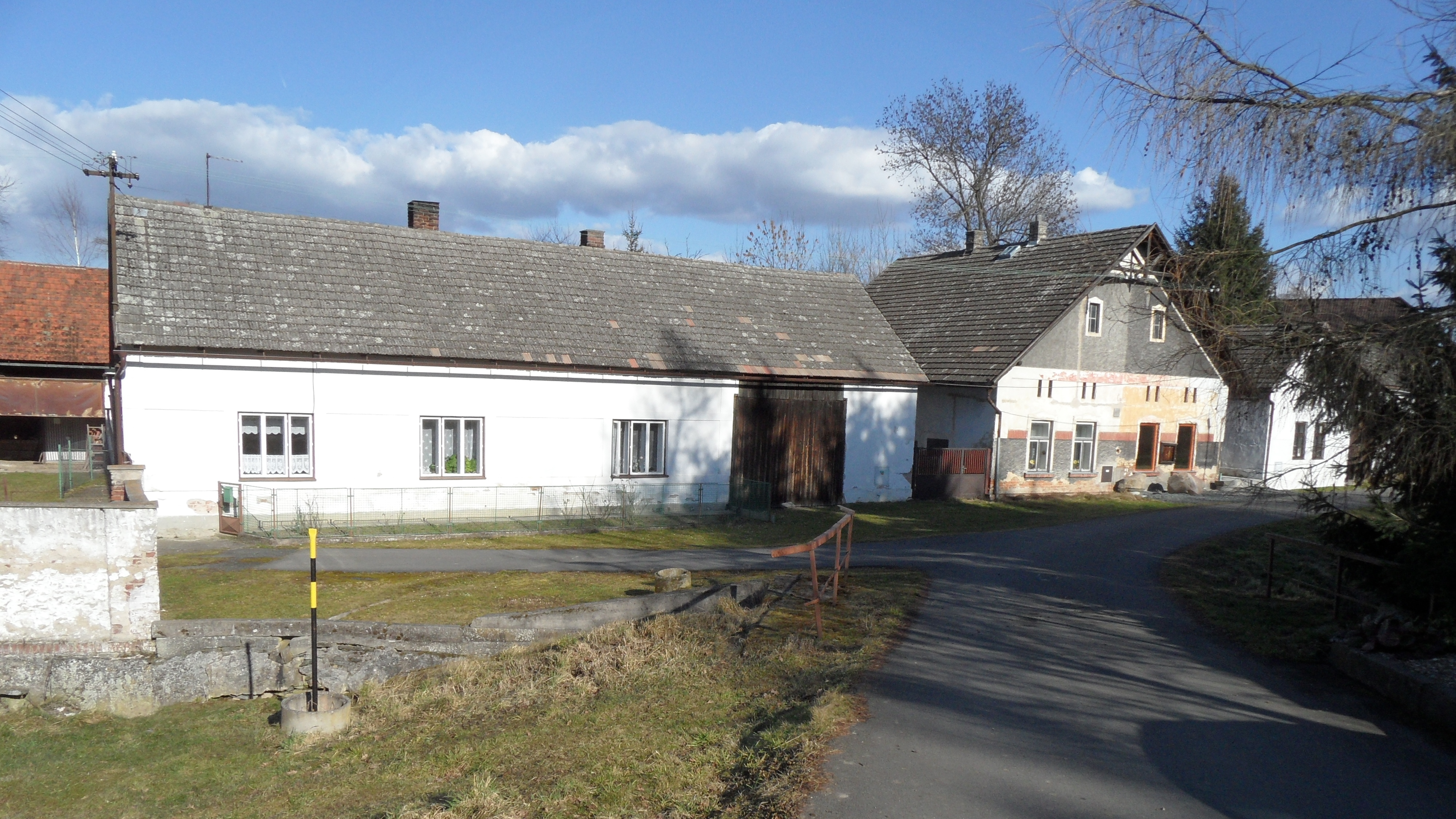
Domy v obci (nedaleko kaple)
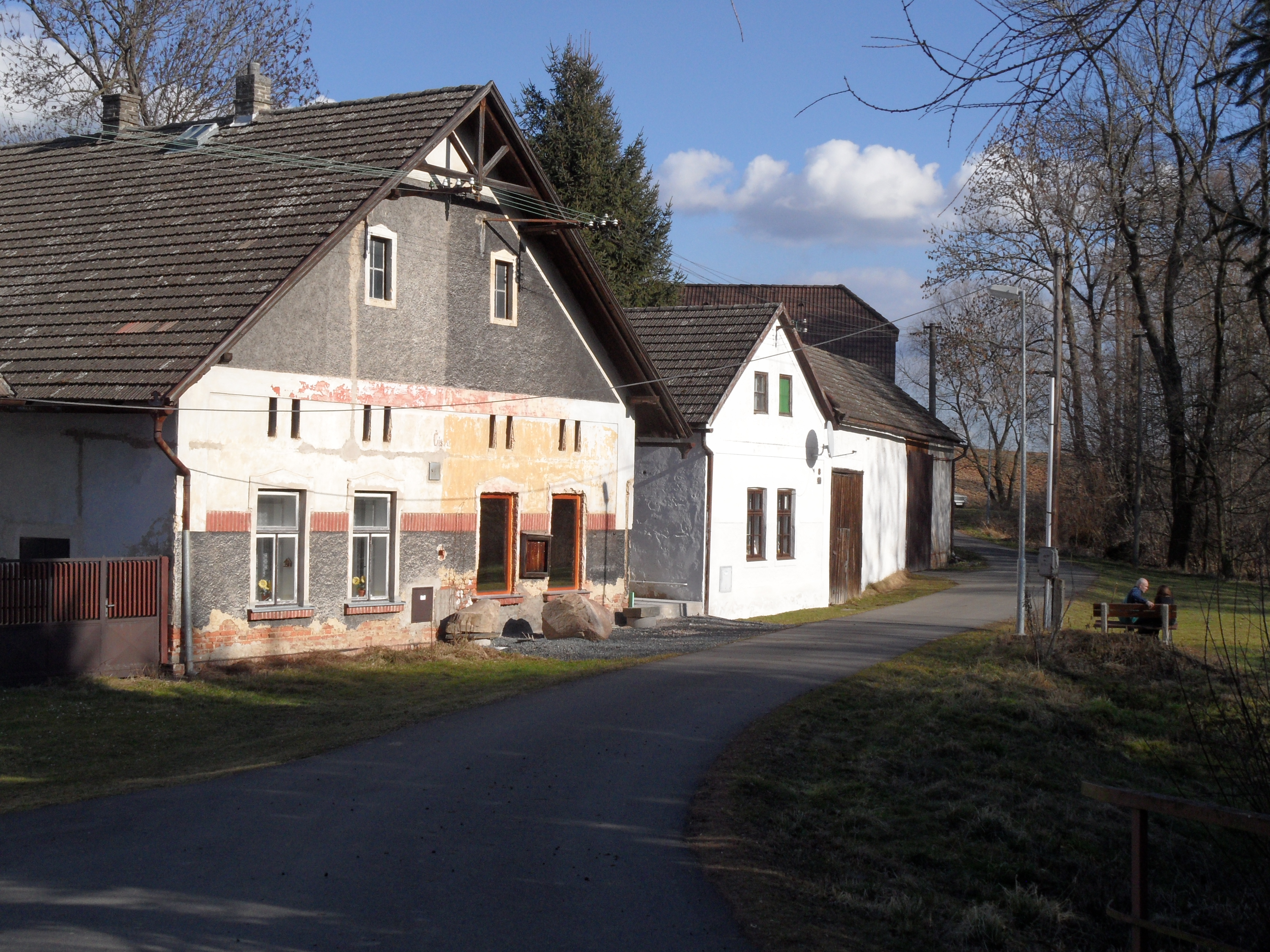
Domy v obci